# Хартфорд Сити (Индијана)
Хартфорд Сити (енгл. Hartford City) град је у америчкој савезној држави Индијана.

## Демографија
По попису из 2010. године број становника је 6.220, што је 708 (-10,2%) становника мање него 2000. године.
| Група             | 2000.         | 2010.         |
| Белци             | 6.790 (98,0%) | 6.006 (96,6%) |
| Афроамериканци    | 6 (0,1%)      | 19 (0,3%)     |
| Азијати           | 14 (0,2%)     | 8 (0,1%)      |
| Хиспаноамериканци | 42 (0,6%)     | 73 (1,2%)     |
| Укупно            | 6.928         | 6.220         |